# Історія США (хронологічна таблиця)
Ключові́ поді́ї з істо́рії США
15 століття
- 1492, 12 жовтня — Христофор Колумб прибув з Іспанії на острів Сан-Сальвадор із групи Багамських островів.

17 століття
- 1607 — Англійські колоністи заснували перше на американському континенті постійне англійське поселення Джеймстаун, Вірджинія.
- 1620 — Колоністи, що прибули до Америки на кораблі «Мейфлавер», на вимогу більшості засновують самоврядування у поселенні Плімут у Массачусетсі.

18 століття
- 1754 — Почалася семирічна війна між Францією та Великою Британією. У результаті війни Франція відступила Канаду, територію Великих озер та верхню частину долини Міссісіпі — Британії.
- 1775, 19 квітня — Пролунали перші постріли у війні Америки за незалежність від Великої Британії у Лексингтоні, штат Массачусетс.
- 1776, 4 липня — 13 американських колоній підписали Декларацію про незалежність.
- 1781 — конфедератські статті
- 1781, 19 жовтня — Британська армія капітулювала у Йорктауні, штат Вірджинія.
- 1783, 3 вересня — Велика Британія та Сполучені Штати підписали Паризьку угоду, за якою було визнано незалежність США.
- 1789, 30 квітня — Відбулася інаугурація Джорджа Вашингтона як першого президента Сполучених Штатів.
- 1791 — Прийнято 10 поправок до Конституції США — Біль про права, який захищав права особи.

19 століття
- 1800 — столиця федерації переїхала зі свого тимчасового помешкання у Філадельфії до Вашингтону, округ Колумбія.
- 1812 — 1814 — Війна між Сполученими Штатами та Великою Британією.
- 1844 — Семюел Фінлі Бріз Морзе послав свою першу телеграму з Вашингтону, округ Колумбія, у Балтимор, Мериленд.
- 1846 — Почалася Мексиканська війна між Мексикою та Сполученими Штатами.
- 1854 — Актом Канзас-Небраска анульовано дію Міссурійського Компромісу, а питання про існування рабства залишено у компетенції влади.
- 1860 — Авраам Лінкольн був обраний 16-м президентом Сполучених Штатів.
- 1861, 12 квітня — пролунали перші постріли громадянської війни, що розпочалася через незгоду північних штатів з виділенням південних в окрему Конфедерацію.
- 1867 — Сполучені Штати придбали Аляску у Росії.
- 1869 — Коли Центральні тихоокеанські залізниці, прокладаючи дорогу із заходу, та Об'єднані тихоокеанські залізниці, прокладаючи дорогу зі сходу, зустрілися у Промонторі Пойнті в штаті Юта, було відкрито першу трансконтинентальну залізницю.
- 1876 — Олександр Грехем Белл винайшов телефон.
- 1879 — Томас А. Едісон винайшов електричну лампу.
- 1898, Квітень—серпень — Іспано-американська війна. За мирною угодою з Іспанією, підписаною у грудні, Кубі було гарантовано незалежність, а Філіппіни, Пуерто-Рико та Гуам відійшли під юрисдикцію США.

20 століття
- 1908 — Генрі Форд випустив першу якісну, недорогу машину, розпочавши тим самим епоху масового виробництва і «посадивши Америку на колеса».
- 1914 — Відкрито збудований Сполученими Штатами у Центральній Америці Панамський канал, що дозволив пароплавам здійснювати перехід з Атлантичного у Тихий океан і назад, а не навколо Південної Америки, як до відкриття каналу.
- 1927 — Національна радіокомпанія (NBC) здійснила першу радіопередачу від узбережжя Атлантики до узбережжя Тихого океану.
- 1929, 29 жовтня — із падінням курсу акцій на американській фондовій біржі почалася Велика Депресія, яка поширилася на весь світ, спричинивши небачене доти безробіття та падіння ділової активності.
- 1945, 6 серпня — Сполучені Штати кинули атомну бомбу на японське місто Хіросіму, а ще через три дні — на Нагасакі.
- 1949, 4 квітня — Сполучені Штати, Канада та 10 західноєвропейських держав об'єднались у Північноатлантичний союз (НАТО) із метою надання спільної військової допомоги кожному з членів організації, якщо на нього буде вчинено напад.
- 1950, 27 червня — Сполучені Штати та інші члени Організації Об'єднаних Націй направили збройні формування та іншу військову допомогу на захист Республіки Корея (Південна Корея) від агресії з боку Народно-Демократичної Республіки Корея (Північна Корея).
- 1958 — Сполучені Штати вивели свій перший супутник «Експлорер-1» на орбіту.
- 1959 — Аляска стала 49-м штатом, а Гаваї 50-м.
- 1961, 5 травня — Перший американський астронавт Алан Б. Шепард (молодший) здійснив космічний політ.
- 1964, 7 серпня — Конгрес прийняв резолюцію про події у Тонкінській затоці, яка дозволяла військові дії у В'єтнамі.
- 1968, 4 квітня — Мартіна Лютера Кінга застрелено у Мемфісі, штат Теннессі.
- 1969, 20 червня — «Аполон-11» разом з астронавтами Нейлом Армстронгом та Едвіном Алдріном сів на Місяць; це можна було спостерігати по телебаченню за 400 000 км від Землі.
- 1975, 17 — 19 липня — відбулося стикування на орбіті американського космічного корабля «Аполон» та радянського — «Союз».
- 1987, 8 грудня — На офіційній зустрічі у Вашингтоні Президент Рональд Рейган та Генеральний секретар Комуністичної партії Радянського союзу Михайло Горбачов підписали угоду про знищення ядерних ракет середньої й близької дальності.
- 1991, 17 січня — Розпочалася війна у Перській затоці, під час якої Сполучені Штати здійснили кілька повітряних атак на збройні сили та системи наведення Іраку.

21 століття